# Dracaenura tagiadialis
Dracaenura tagiadialis là một loài bướm đêm trong họ Crambidae.